# Palazzo Adorno
A Palazzo Adorno egykori nemesi palota Lecce történelmi központjában.

## Leírása
1568-ban épült Gabriele Riccardi tervei alapján, barokk stílusban. Építését Gabriele Adorno, genovai tábornok rendelte el. Egyike Lecce azon kevés épületének, amelyet a nemesség és nem a klérus építtetett. A kétszintes épület magasított alapokon áll. A főhomlokzat aszimmetrikus kialakítású: a földszinten a bejárattól balra két ablak, jobbra pedig három található. A homlokzatot vízszintes bordázat díszíti, amely az ebben az időszakban épült nápolyi paloták egyik jellemző vonása. A bejárat mögötti kocsibejáró érdekessége, hogy megvilágításáról a mennyezetben lunetták gondoskodnak. A bejáróból egy díszlépcső visz fel a piano nobile szintjére, amelyet faragott oszlopok tartanak.